# Șiclău
Șiclău – wieś w Rumunii, w okręgu Arad, w gminie Grăniceri. W 2011 roku liczyła 994 mieszkańców. 